# Krátér

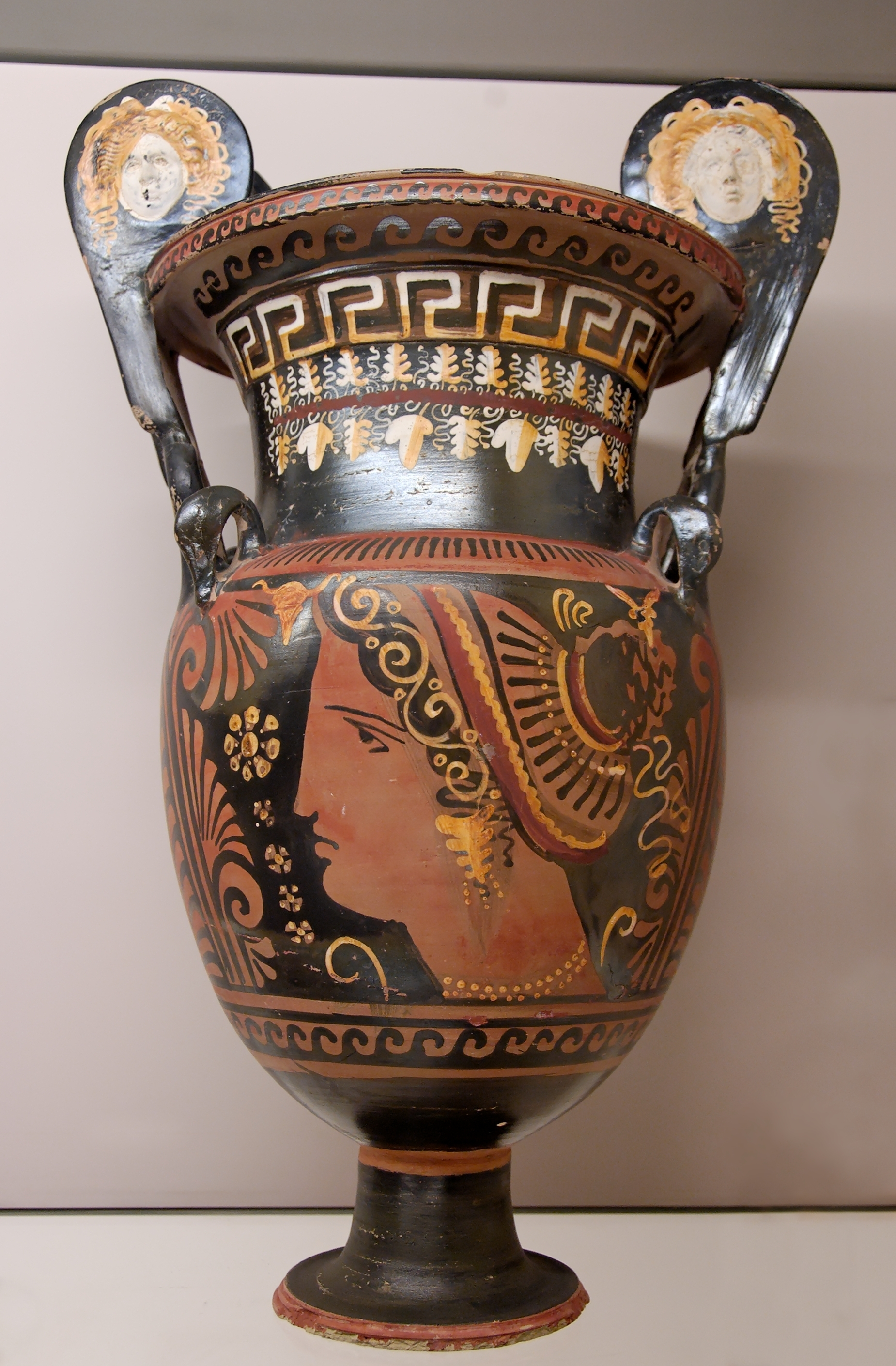
Apulský červenofigurový volutový kratér - 330 - 320 př. n. l.

Krátér (z řečtiny κρατος, kratos - smíšený; κεράννυμι, kerannými - mísím), také psáno kráter či kratér, je velká starověká řecká nádoba na nízkém podstavci s rozevřeným horním obvodem a se dvěma horizontálními uchy po stranách.
Během celého období vývoje antického Řecka se vyvinuly celkem 4 typy krátérů: volutový, sloupkový, zvoncový a kalichový.
Sloužila k mísení silného vína (až 16 % alkoholu), které bylo uchovávání z v amforách, s vodou, což bylo ve starověké řecké, a posléze i římské, společnosti zvykem. Obvykle stála na trojnožce uprostřed místnosti, kde se konala symposia. Funkci této místnosti většinou plnil andron. Z krátérů se víno přelévalo do konvic (oinochoé) a hostům bylo podáváno v číších (kylix).
Některé krátéry se využívaly i jako výzdoba na hroby zemřelých.
Krátéry se taktéž vyskytovaly i v kovové podobě, mnohdy s tepanou výzdobou.
Jedním z příkladů volutového krátéru je krátér nalezený v roce 1962 v hrobě v Derveni nedaleko Soluně. V současné době je uchováván v Archeologickém muzeu v Soluni. Měří 90,5 cm na výšku a váží 40 kg.
Sloupkové krátéry se poprvé objevovaly v 7. století před naším letopočtem v Korintu, ale následně pronikly i do Athén, kde byly oblíbené až do 5. století před naším letopočtem.
Výzdobou krátérů proslul malíř keramiky Lydos, který se specializoval na černofigurový styl. K výrobě keramiky založil také velkou dílnu.

## Výzdoba
Díky svým rozměrům poskytovaly vnější stěny velký prostor pro malířskou výzdobu. Účelem této výzdoby bylo poskytovat debatujícím hostům symposia témata k jejich hovorům. Bohatost výzdoby také poukazovala na bohatství pána domu. Tématem výzdoby byl často bůh Dionýsos nebo jiní bohové z mytologie.
Častým způsobem výzdoby byl takzvaný černofigurový styl, který se vyvinul mezi 7. a 5. stoletím před naším letopočtem v Korintu. Později st rozvíjel v Athénách. Motivy se do plochy vryly a poté se vyplnily tenkou vrstvou hliněné směsi, která po vypálení zčernala. V roce 530 před naším letopočtem st začala objevovat i černofigurová technika s postavami na tmavém podkladě.